# Richard-Wagner-Straße 22 (Mönchengladbach)

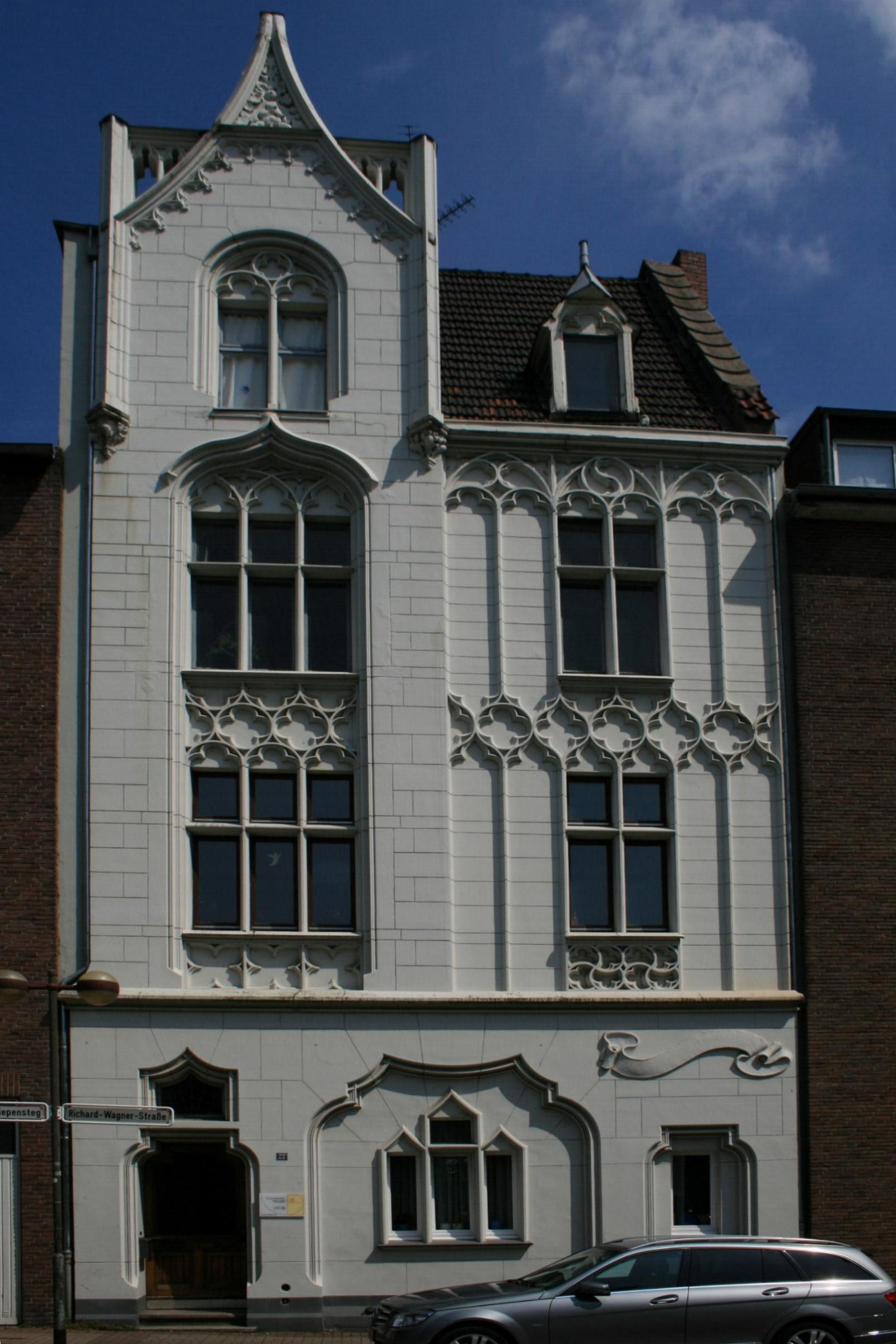
Wohnhaus (2010)

Das Wohnhaus Richard-Wagner-Straße 22 steht in Mönchengladbach (Nordrhein-Westfalen) im Stadtteil Dahl.
Das Gebäude wurde um die Jahrhundertwende erbaut. Es wurde unter Nr. R 024 am 2. Juni 1987 in die Denkmalliste der Stadt Mönchengladbach eingetragen.

## Architektur
Das Haus ist in Erdgeschoss, zwei Stockwerke und einem ausgebauten Satteldach gegliedert. Das Gebäude wurde um die Jahrhundertwende erbaut. Es ist als ein für Zeit und Ort gelungenes Denkmal schützenswert.